# Radio Campus (Villeneuve-d'Ascq)
Pour les radios étudiantes d'autres villes qui ont repris le nom Radio Campus, voir Radio Campus France.
Radio Campus Lille est une radio associative basée à Villeneuve-d'Ascq, sur le campus Cité Scientifique de l'Université de Lille (Bâtiment M1). Fondée en 1969  clandestinement en Radio libre, il s'agit d'une des plus anciennes radios associatives de France. Radio Campus a inspiré la création de nombreuses autres radios universitaires qui ont repris son nom  et qui forment le réseau Radio Campus France dont l'antenne villeneuvoise est membre.
Elle émet en FM sur la fréquence 106,6 MHz à environ 40 kilomètres à la ronde sur toute la métropole lilloise et sur Internet en direct (Ogg Vorbis et MP3) et en rediffusion (les archives sont conservées 8 semaines au format MP3).
La radio est dépourvue de publicité. Son financement provient principalement du FSER.

## Histoire
Radio Campus a été créée en 1969,,. Le but est dès le départ de donner la parole à ceux qui ne l'ont pas ailleurs et évoquer des thématiques non traitées par les radios commerciales.
Dans les années 1970, il arrive que les animateurs soient mis en examen et le matériel saisi. Elle est régulièrement brouillée à partir de 1977 jusqu'à la légalisation des radios libres en 1981.
Radio Campus devient une association en 1983.

## Diffusion
Radio Campus émet en bande FM de la Cité Scientifique de l'Université de Lille (Villeneuve-d'Ascq) sur la fréquence 106,60 MHz dans le Nord et le Pas-de-Calais dans un rayon de 50 km. Ainsi, le signal radio atteint les villes de Lille et de Roubaix. La diffusion déborde de l'autre côté de la frontière ouest de Belgique comme dans certaines villes et leurs environs frontaliers de la France, Tournai, Mouscron dans la province du Hainaut et Courtrai, Avelgem et Renaix situées dans la région flamande.
Elle est disponible aussi sur internet, qui permet son écoute en streaming (en direct) comme sur la plupart des postes de radio Internet en streaming.

## Pour compléter